# 인천중앙공원

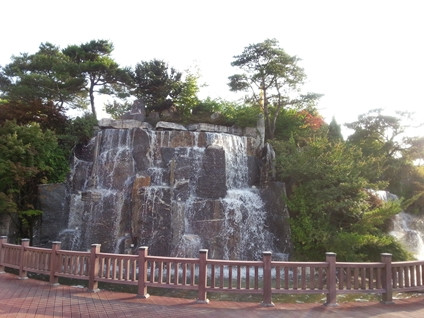
인천중앙공원 인공폭포의 모습

인천중앙공원은 인천광역시 남동구 간석동과 구월동 그리고 미추홀구 주안동, 관교동에 걸쳐 있는 공원으로, 연 면적은 35만㎡ 규모의 도시 중심축을 이루고 있는 공원으로 공원의 서쪽에는 문화로를, 동쪽에는 예술로가 놓여 있으며, 도심지 내에 있는 약 3.9km에 이르는 벨트형 녹지대를 이루고 있어, 도시 내에서의 열악한 기후 환경을 개선하고 인천종합문화예술회관, 교통교육장, 바닥분수, 축구장, 희망의 숲, 올림픽 기념탑, 해외 자매결연 조형물, 기타 휴양시설 등 공원 시설과 풍부한 녹지를 갖춘 시민들을 위한 공원이다.

## 이용 안내
- 이용 시간 : 연중 24시간 개방
- 주차 시설 : 있음
- 애완동물 출입 가능 여부 : 가능

## 주요 시설
- 중앙어린이교통공원
- 중앙공원무대(원형)
- 바닥분수
- 축구장
- 희망의 숲
- 올림픽 기념탑
- 해외 자매결연 조형물
- 기타 휴양 시설 등 공원 관련 시설
- 녹지 시설
- 가온교

## 갤러리

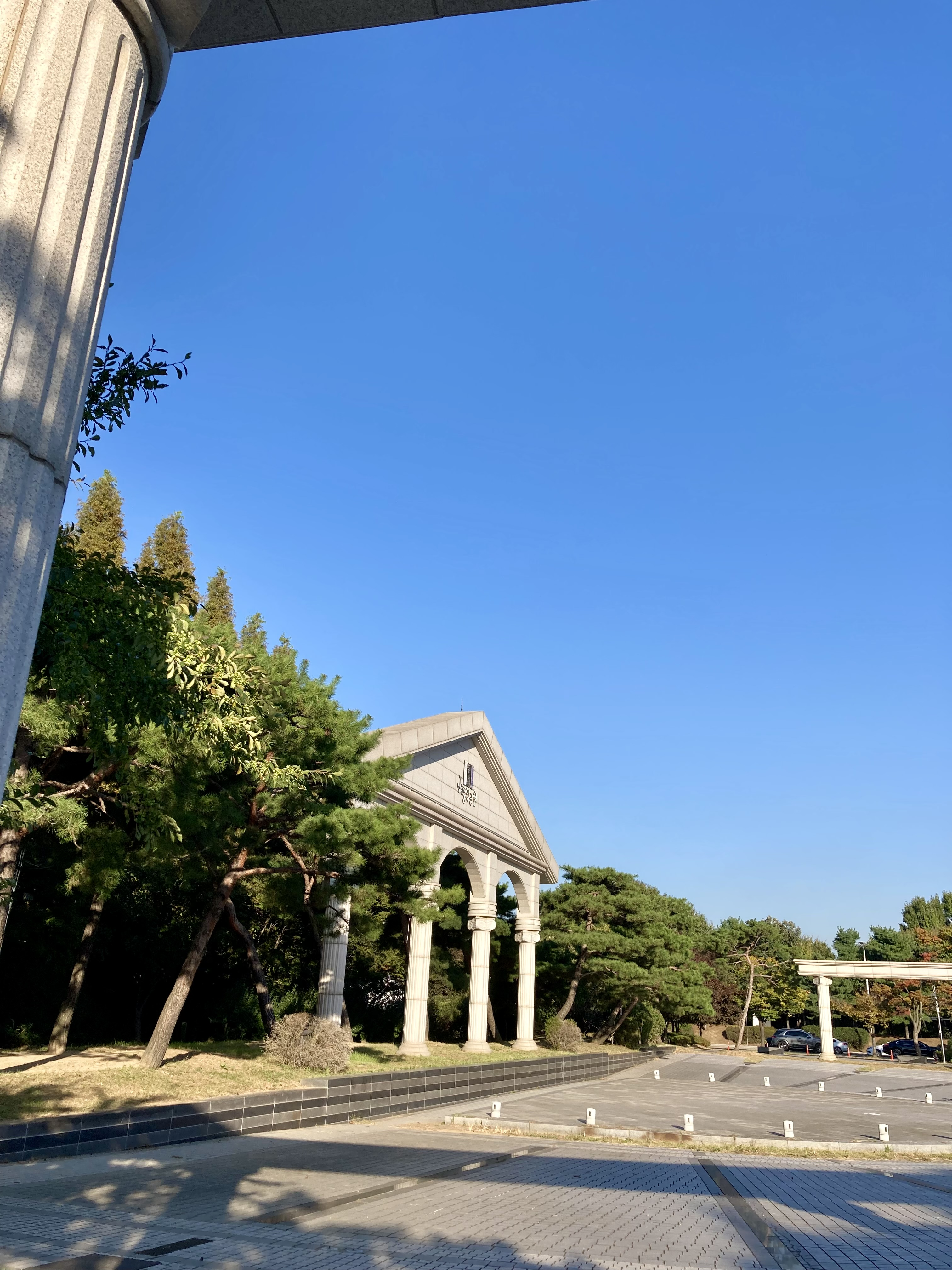
원형무대(남측)
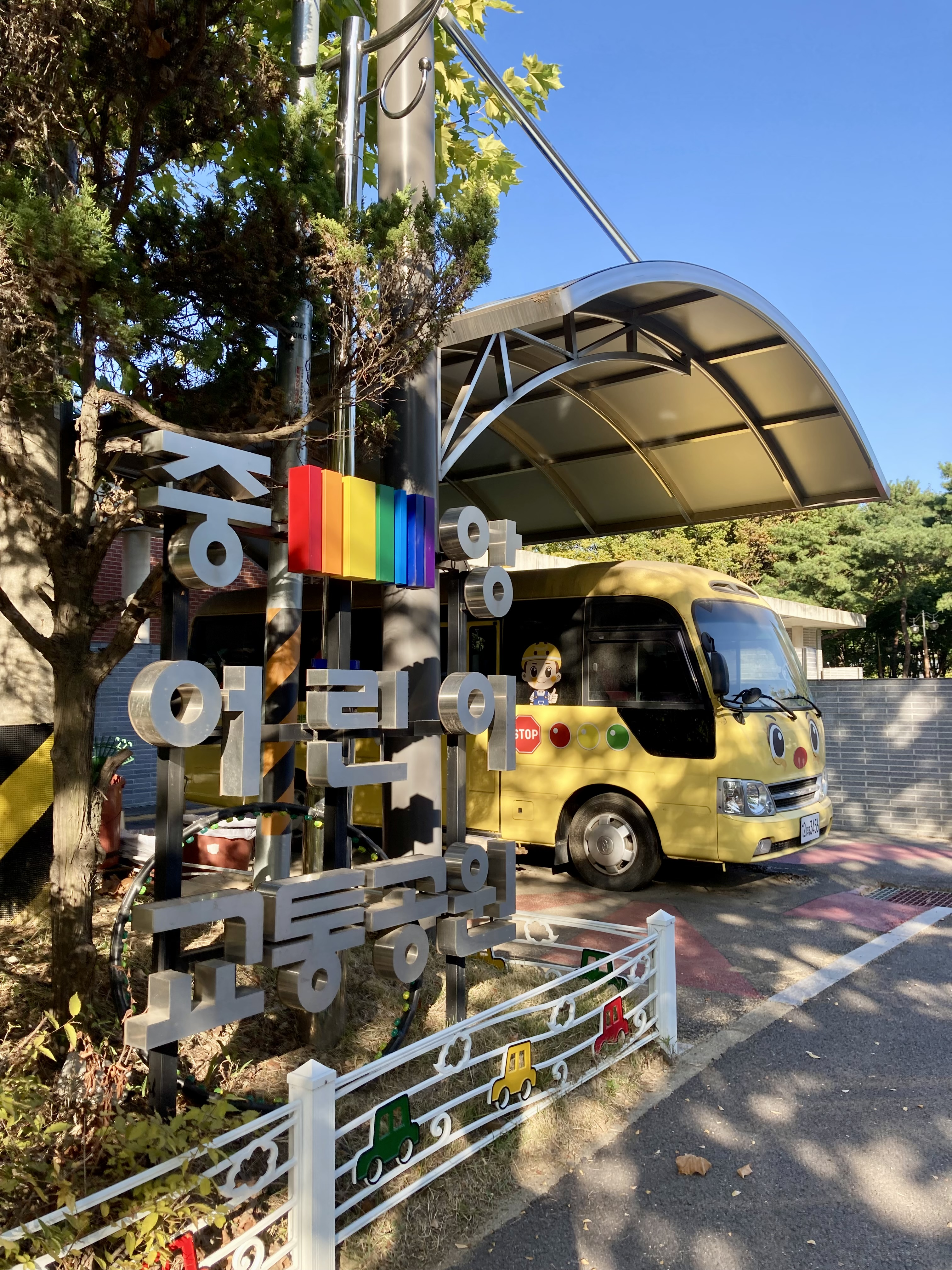
중앙어린이교통공원

## 구성
| 지구                 | 서단          | 북단                    | 남단                    | 동단   | 내용                                                                  |
| -------------------- | ------------- | ----------------------- | ----------------------- | ------ | --------------------------------------------------------------------- |
| 1지구                | 경인로561번길 | 경인선                  | 경인로                  | 예술로 | 웨슬리 희망의 숲 인천지하철 1호선 인입선                              |
| 2지구                | 문화로        | 경인로                  | 석산로                  | 예술로 | 인조잔디구장 분수대                                                   |
| 3지구                | 문화로        | 석산로                  | 구월로                  | 예술로 | 인천시청역 8·9번 출구                                                 |
| 4지구 (조각원지구)   | 문화로        | 구월로                  | 구월남로                | 예술로 | 인천시청역 6·7번 출구 조각광장                                        |
| 5지구 (하트분수지구) | 문화로        | 구월남로                | 인주대로                | 예술로 | 예술회관역 10·11번 출구 하트분수 배드민턴장                           |
| 6지구                | 문화로        | 인주대로                | 인천문화예술회관 주차장 | 예술로 | 예술회관역 8·9번 출구 올림픽공원 (올림픽 기념탑)                      |
| 7지구                | 문화로        | 인천문화예술회관 주차장 | 인하로                  | 예술로 | 예술회관역 7번 출구 인천문화예술회관                                  |
| 8지구                | 문화로        | 인하로                  | 매소홀로                | 예술로 | 인천터미널역 인천터미널역 1·4·5·6번 출구 중앙어린이교통공원 입구 회랑 |
| 9지구                | 문화로        | 매소홀로                | 예술로                  | 예술로 | Ø                                                                     |

## 교통

### 도로
- 문화로
- 예술로
- 주안로
- 경인로
- 석산로
- 구월로
- 구월남로
- 인주대로
- 인하로
- 예술로를 통해 접근할 수 있는 도로 : 이화로, 정각로, 성말로

### 도시 철도
- ● 인천 도시철도 1호선 : 인천시청역, 예술회관역
- ● 인천 도시철도 2호선 : 인천시청역

## 주변 시설
- 인천광역시청
- 인천예술고등학교
- 덕산아파트
- 간석동 금호맨션
- 간석동 극동아파트
- 간석동 현대홈타운
- 간석동 한진아파트
- 홈플러스 구월점
- 인천지방경찰청
- 뉴코아아울렛 인천점
- ● 인천 도시철도 1호선 : 인천터미널역, 간석오거리역
- 인천종합버스터미널
- 남동 나들목 (제2경인고속도로)
- ● 수도권 전철 1호선 : 간석역